# Heidi Løke
Heidi Løke (Tønsberg, 12 de desembre de 1982) és una jugadora d'handbol noruega que juga de pivot al Györi ETO i en la Selecció femenina d'handbol de Noruega. Va ser nomenada millor jugadora del món el 2011.

## Clubs
- IL Runar (-2000)
- Larvik HK (2000-2002)
- Gjerpen IF (2002-2007)
- Aalborg DH (2007-2008)
- Larvik HK (2008-2011)
- Györi ETO (2011-)